# Вильшка
Вильшка (укр. Вільшка) — село на Украине, находится в Брусиловском районе Житомирской области.
Код КОАТУУ — 1820987003. Население по переписи 2001 года составляет 185 человек. Почтовый индекс — 12631. Телефонный код — 4162. Занимает площадь 86,99 км².
Очень распространенная фамилия в селе Пузенко, которая пошла от польской Пузына.

## Адрес местного совета
12630, Житомирская область, Брусиловский р-н, с.Хомутец, ул.Центральная, 16